# Palais communal de Pula
Le gouvernement local de la ville de Pula est situé dans le palais communal (en croate : Komunalna palača u Puli), situé sur la place du Forum, au centre de la ville.

## Histoire
Le palais communal est situé à l'extrémité nord de la place principale de la vieille ville de Pula, appelée place du Forum. L'emplacement occupé par le palais a été utilisé pour les bâtiments publics depuis la Rome antique, lorsque l'endroit était utilisé comme partie d'une triade de temples romains, dont il ne reste aujourd'hui que le temple d'Auguste. L'est de ces temples, appelé temple de Diane, servait d'hôtel de ville rudimentaire à partir du IXesiècle.
Alors que la ville prospérait, il était nécessaire de construire un lieu dédié qui servirait d'hôtel de ville, de sorte que la construction du nouvel hôtel de ville sur le site du temple de Diane a commencé vers la fin du XIIIesiècle, et le nouvel hôtel de ville fut achevé en 1296.
Le bâtiment a été construit en style gothique en utilisant les matériaux des anciens temples romains et d'autres bâtiments du site, en conservant leurs murs lorsque cela était possible. Aujourd'hui encore, toute la partie nord du temple de Diane est clairement visible à l'arrière du palais communal.
Depuis sa construction, le palais Communal a connu de nombreuses reconstructions. A la fin du XVe siècle, le bâtiment a été reconstruit dans le style Renaissance et au XVIIesiècle, le bâtiment a été à nouveau reconstruit, alors en style baroque.
L'état actuel du bâtiment est dû à plusieurs reconstructions effectuées au cours des XIXe et XXe siècles visant à lui rendre son aspect initial, dont la dernière a été achevée en 1988.